# Mario Frick (labdarúgó)
Mario Frick (Chur, Svájc, 1974. szeptember 7.) liechtensteini válogatott labdarúgó. 2021 óta a svájci Luzern vezetőedzője.
Ő tartja a liechtensteini labdarúgó-válogatott góllövési rekordját 16 góllal.
Pályafutását az FC Balzers kölyökcsapatában kezdte, de elsősorban svájci, majd olasz csapatokban ért el sikereket. Ő az első liechtensteini, aki az olasz élvonalban, a Serie A-ban játszott.
Pályafutása legfontosabb eseménye 2006. júliusi átigazolása volt, amikor a másodosztályból kiesett Ternana csapatából az élvonalbeli AC Siena egyesületéhez igazolt, ahol az egyik legjobb góllövőként esélye nyílt az olasz gólkirályi cím megszerzésére is.

## Családja
- Frick nős, felesége Isabelle. Két gyermekük van.

## Külső hivatkozások
- Mario Frick személyes honlapja